# Tråg (meteorologi)
För behållaren med samma namn, se tråg.
Ett tråg, eller lågtrycksränna, är inom meteorologin ett utsträckt område med lågt lufttryck. Normalt är tråget en utlöpare från ett lågtryck. I tråget löper vanligtvis en front. I ett tråg ökar lufttrycket i alla riktningar utom längs en riktning på trågaxeln. Om lufttryckets isobarer jämförs med höjdkurvor är tråget en dalgång.

### Webbkällor
- American Meteorological Society: Glossary of Meteorology: Trough